# Alwalkeria
Alwalkeria maleriensis
Genre
Espèce
Alwalkeria  est un genre éteint de petits dinosaures omnivores bipèdes. Il est considéré comme un saurischien basal. Il vivait en Inde durant le Carnien et le Norien (Trias supérieur), il y a environ 237 à 208 Ma.
La seule espèce rattachée au genre est Alwalkeria maleriensis.

## Généralités
- Nommé en l'honneur d'Alick Walker
- Époque :  Trias supérieur (- 237 Ma à - 208 Ma)
- Taille :  1 m de long, 50 à 60 cm de haut, 3 kg
- Habitat : Asie
- Régime alimentaire : omnivore ?

## Étymologie
Ce dinosaure  a été nommé au début Walkeria maleriensis  par Sankar Chatterjee  en 1987, en l'honneur d’Alick Walker  célèbre paléontologue britannique et de la Formation de Maleri, dans laquelle ses fossiles ont été trouvés. Ce nom étant préoccupé par Walkeria, Fleming, 1823 (Bryozoa), un nouveau nom a été créé en 1994 par Sankar Chatterjee et Benjamin S. Creisler.

## Anatomie
Bien que le matériel d'Alwalkeria soit limité, l'espacement et la forme des dents ressemblent fortement à ceux d'Eoraptor. Comme chez Eoraptor, un écart sépare les dents du prémaxilliaire et les os maxillaires de la mâchoire supérieure. D’autres similarités dans le crâne des deux animaux les relient aussi sur le plan morphologique (Langer, 2004). Ce dinosaure possède une denture hétérodonte (mâchoire supérieure), ce qui signifie que les dents sont de forme différente en fonction de leur position dans la mâchoire. 
De même que chez Eoraptor et d’autres sauropodomorphes, les dents de devant sont sveltes et droites, cependant que les dents sur les côtés de la mâchoire sont courbés en arrière comme celles des prédateurs theropodes, bien qu'aucune ne soit dentelée. Ce style de denture n’indique ni clairement un herbivore ni clairement un carnivore, ce qui suggère que ce dinosaure ait été un omnivore avec un régime varié, y compris d’insectes, de petits vertébrés, et des plantes.
Plusieurs caractéristiques font qu’Alwalkeria est unique parmi les dinosaures basaux. Outre ses dents, la  symphyse mandibulaire est proportionnellement plus large que chez presque tous les autres dinosaures. Il y a aussi une très grande articulation entre le péroné et la cheville.

## Inventaire des fossiles retrouvés
Les restes de Alwalkeria ont été découverts dans la Formation de Maleri de Andhra Pradesh, Inde. C'est une formation géologique de la fin du Trias. Un matériel indéterminé d’un prosauropode a aussi été trouvé, mais Alwalkeria est le seul genre de dinosaure nommé.
Le seul spécimen connu est partiel et consiste en des parties antérieures des mâchoires supérieure et inférieure, de 28 vertèbres incomplètes, des différentes parties de la colonne vertébrale, d'un fémur (l'os de cuisse) presque complet, et d'un astragale (l'os de cheville). Le crâne partiel est à peu près de 4 centimètres de long.